# Eurycotis biolleyi
Eurycotis biolleyi är en kackerlacksart som beskrevs av Rehn, J. A. G. 1918. Eurycotis biolleyi ingår i släktet Eurycotis och familjen storkackerlackor. Inga underarter finns listade i Catalogue of Life.